# Elephantidae
Họ Voi (Elephantidae) là một họ động vật có vú lớn, ăn thực vật được gọi chung là voi và voi ma mút. Chúng là những động vật có vú lớn trên cạn với mõm biến đổi thành vòi, và răng biến đổi thành ngà. Đa số các chi và loài trong họ này đã tuyệt chủng. Chỉ có hai chi, Loxodonta (voi châu Phi) và Elephas (voi châu Á), là còn tồn tại.
Họ này được mô tả lần đầu tiên bởi John Edward Gray vào năm 1821, và sau đó được đưa vào Bộ Có vòi (Proboscidea). Họ Voi cũng đã được sửa đổi bởi các tác giả khác nhau để bao gồm hoặc loại trừ các chi Có vòi khác đã tuyệt chủng.

## Phân loại
Phân loại khoa học của các đơn vị họ Voi bao gồm một hồ sơ phong phú về các mẫu vật hóa thạch, trải qua hàng triệu năm, một số trong mẫu tồn tại cho đến cuối kỷ băng hà cuối cùng. Gần đây có một số loài đã bị tuyệt chủng. Việc phát hiện ra các mẫu vật mới và phương pháp miêu tả theo nhánh học (Cladistics) được đề xuất đã dẫn đến các sửa đổi có hệ thống về chúng và các Bộ Có vòi (Proboscideans) liên quan.
Voi được phân loại không chính thức là họ voi, hoặc trong bối cảnh cổ sinh vật học là voi và voi ma mút. Tên thông thường voi chủ yếu dùng để chỉ đơn vị phân loại còn tồn tại, loài voi hiện nay, nhưng cũng có thể đề cập đến nhiều loài đã tuyệt chủng, cả trong họ này và những họ khác. Các thành viên khác của họ Elephantidae, đặc biệt là các thành viên của chi Mammuthus, thường được gọi là voi ma mút.
Các Họ được phân nhánh từ một tổ tiên chung của voi răng mấu thuộc họ Mammutidae. Việc phân loại không ổn định và thường xuyên được sửa đổi.

## Hình ảnh

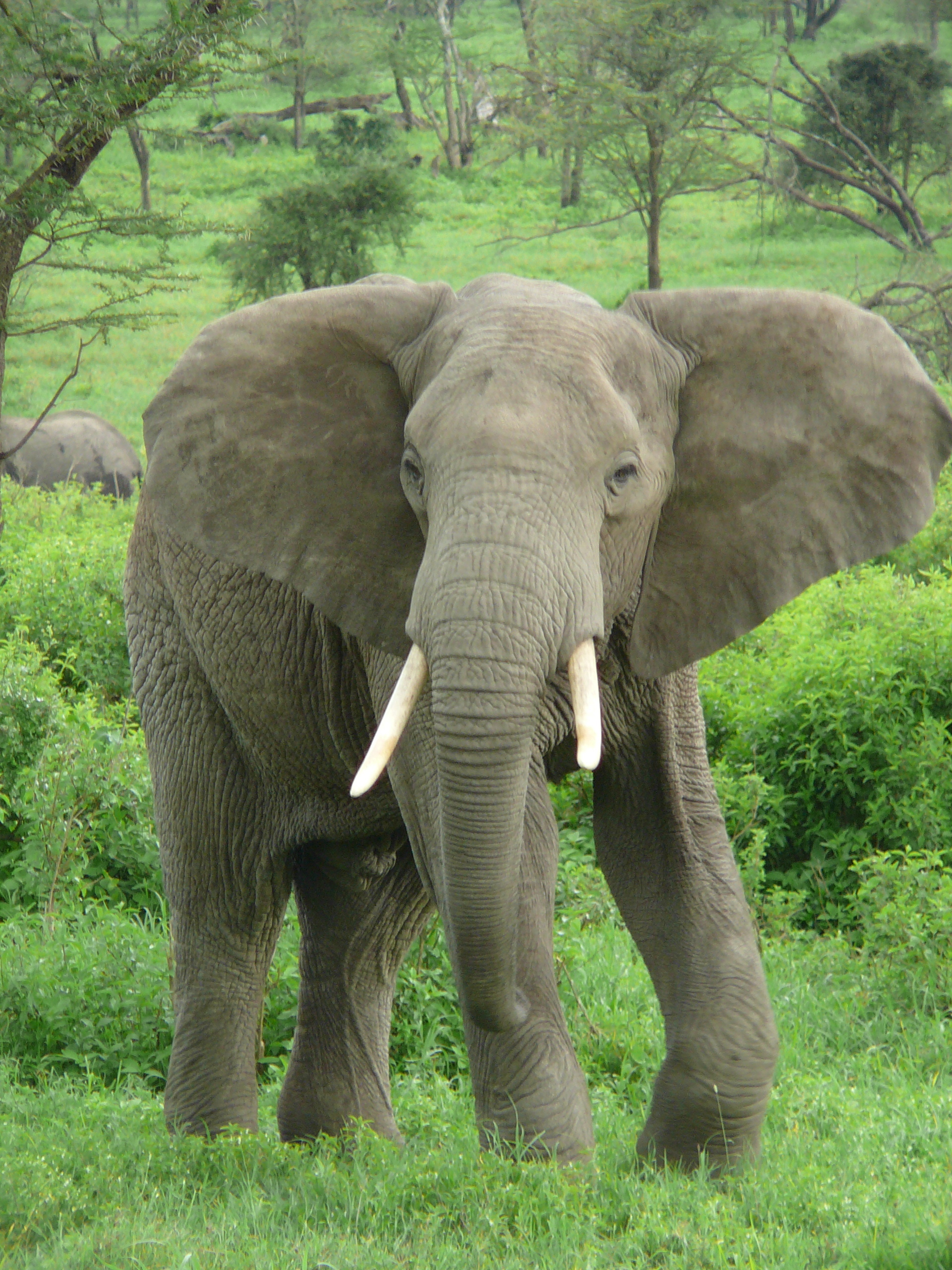
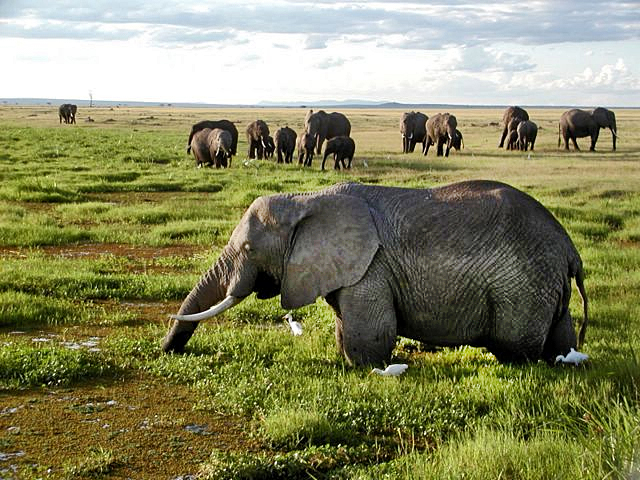
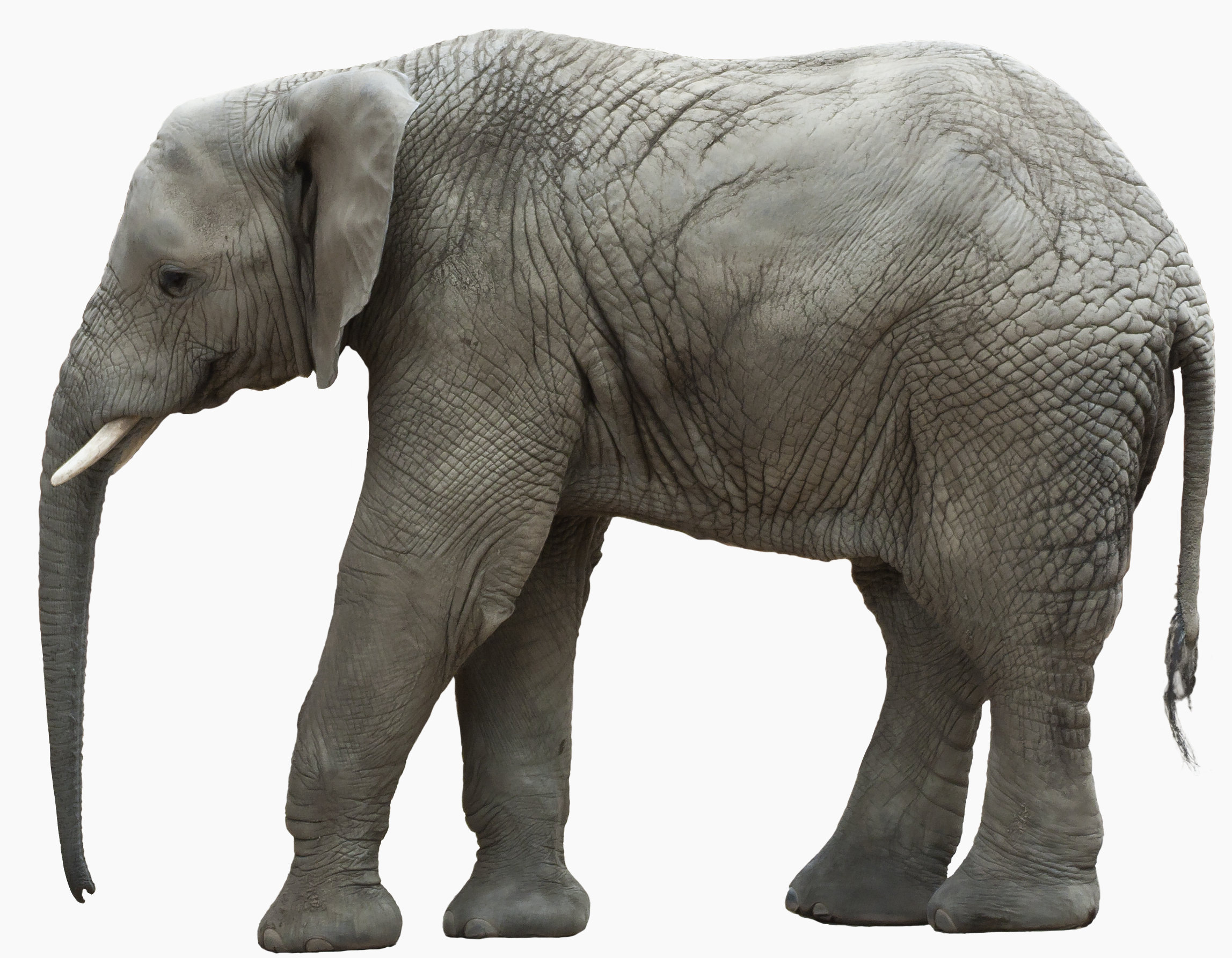
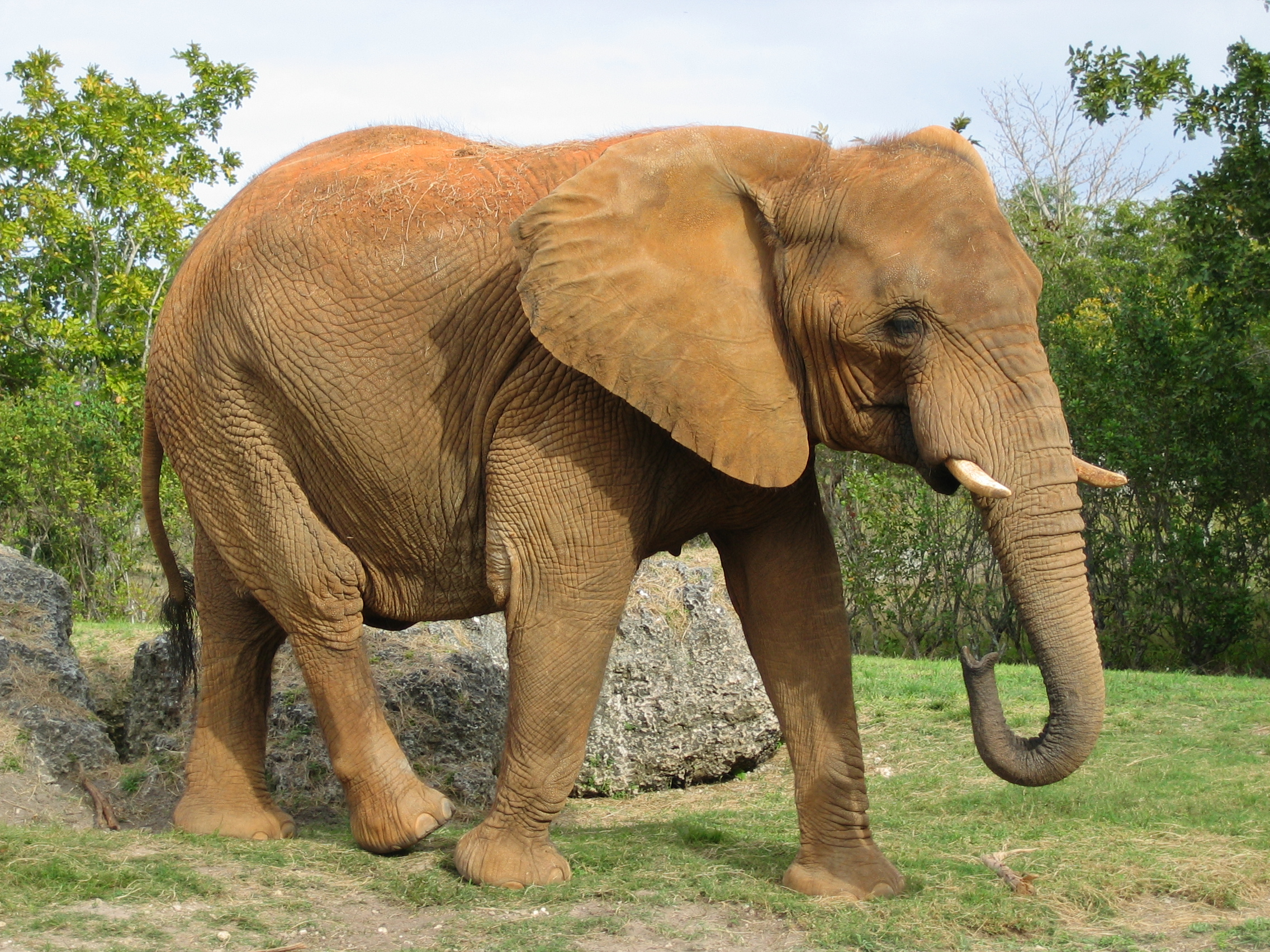

## Lịch sử tiến hóa
Mặc dù không chắc chắn về bằng chứng về hóa thạch, thông qua việc so sánh các gen, các nhà khoa học đã phát hiện ra bằng chứng cho thấy voi và các loài động vật thuộc Bộ Có vòi (Proboscideans) khác có chung tổ tiên xa với Sirenia (bò biển) và Hyracoidea (Bộ Đa man). Cùng với những loài Thú biển (Desmostylia) và bộ Embrithopoda chúng đã được cho rằng đã tuyệt chủng, thuộc bộ Đa man (Paenungulata). Trong quá khứ xa xưa, các thành viên của các họ Đa man khác nhau phát triển với kích thước lớn, và tổ tiên chung của cả ba họ hiện nay được cho là một loại Đa man lưỡng cư. Có một giả thuyết cho rằng những động vật này đã dành phần lớn thời gian ở dưới nước, sử dụng vòi như ống thở để thở. Những con voi hiện đại có khả năng này và được biết là có thể bơi theo cách đó trong khoảng thời gian lên đến sáu tiếng đồng hồ và quãng đường khoảng 50 km (31 dặm). Trong quá khứ, rất nhiều loài và chi đã được phát hiện, bao gồm cả voi ma mút và voi lùn.